# Charaxes metu
Charaxes metu är en fjärilsart som beskrevs av Van Someren 1964. Charaxes metu ingår i släktet Charaxes och familjen praktfjärilar. Inga underarter finns listade i Catalogue of Life.